# Lód denny

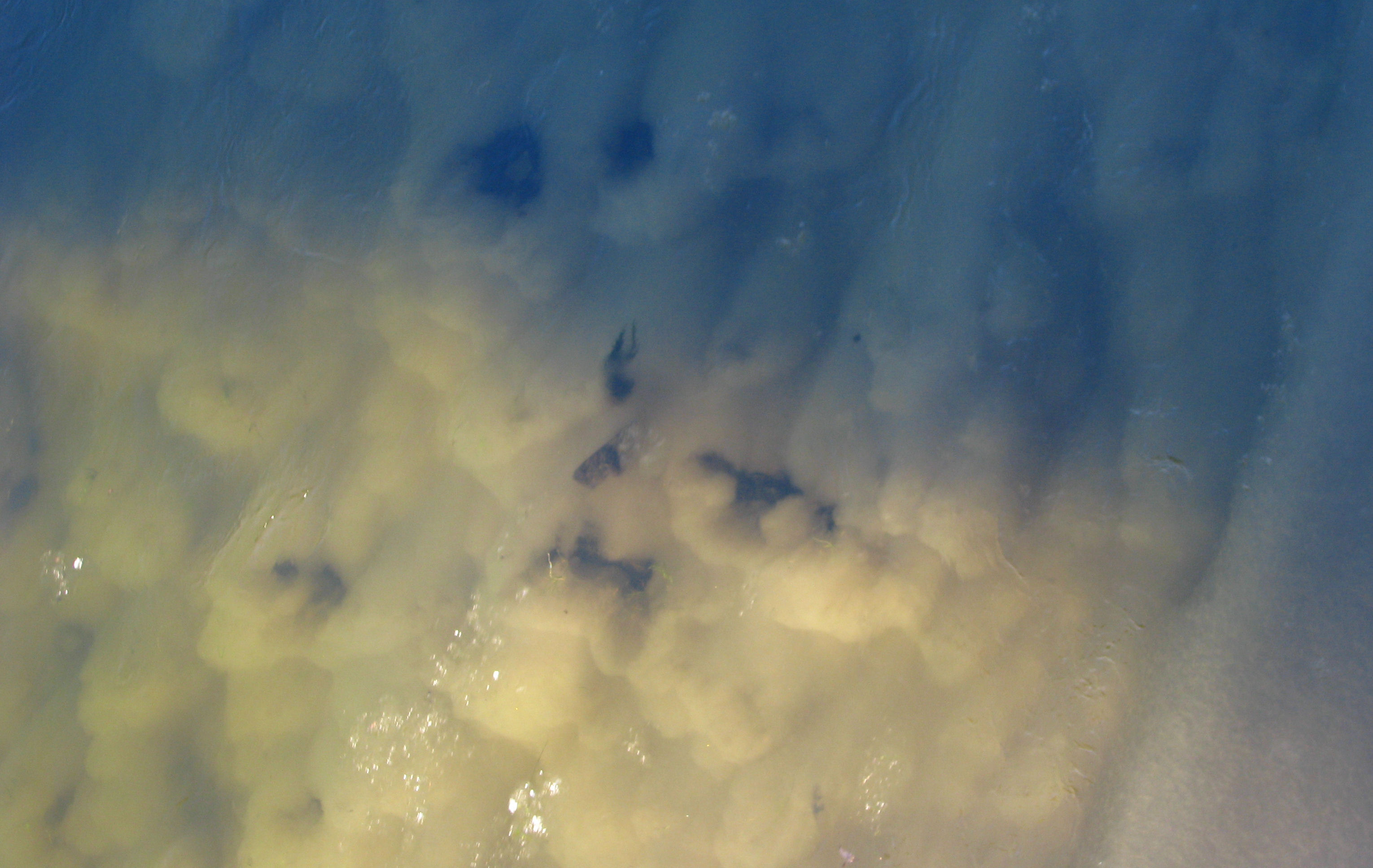
Lód denny w Soławie

Lód denny (ang. anchor ice; w gwarze ludowej zwany „sowami”) – zjawisko lodowe występujące gdy na powierzchni rzeki znajduje się przechłodzona woda. Ma ona temperaturę niższą od 0 °C, a ze względu na swoją gęstość opada na dno i tam powoli zamarza tworząc gąbczastą masę na roślinności wodnej. Ze względu na materiały z dna rzeki, barwa lodu zdaje się być ciemna. Po osiągnięciu dużej objętości wypływa na powierzchnię łącząc się ze śryżem i lepą. Wraz ze śryżem tworzy charakterystyczne krążki lodowe.